# Lerkendal Stadion
|  | Aquest article és sobre l'estadi. Per veure el districte homònima, vegeu Lerkendal. |

El Lerkendal Stadion (literalment "Estadi de Lerkendal") és un estadi de futbol situat al districte de Lerkendal, a la ciutat de Trondheim, Noruega. L'estadi és propietat del Rosenborg BK de la Tippeligaen, la primera divisió noruega, i té una capacitat total per a 21.166 espectadors asseguts, convertint-se en el segon estadi de futbol més gran del país, només superat per l'Ullevaal Stadion de la capital Oslo.
Lerkendal va ser inaugurat com a estadi multiusos el 10 d'agost de 1947 i era el principal estadi tant de futbol com d'atletisme a Trondheim. Originalment el lloc era utilitzat principalment pels equips de futbol de SK Freidig i FK Kvik, ja que el Rosenborg no es va convertir en l'inquilí habitual fins al 1957. El 1962 es va acabar una nova tribuna techada i els reflectors es van instal·lar a 1968. Les més antigues de les grades actuals van ser construïdes el 1996, juntament amb la nova il·luminació. Més tard van ser construïdes tres tribunes entre el 2000 i el 2002, quan es van eliminar les instal·lacions d'atletisme i es va procedir a la venda de l'estadi des de l'Ajuntament de Trondheim al Rosenborg BK. Des de llavors s'ha estudiat la possibilitat d'efectuar noves expansions per augmentar la capacitat mitjançant la complementació de les cantonades i, possiblement, mitjançant la construcció d'un sostre retràctil.
El rècord d'assistència de 28.569 espectadors data del decisiu partit de lliga del Rosenborg contra el Lillestrøm el 1985. Entre el 1951 i el 1990 es van celebrar deu partits internacionals a Lerkendal, que també ha acollit una final de la Copa de Noruega i una altra de la Copa femenina el 1986.

## Història

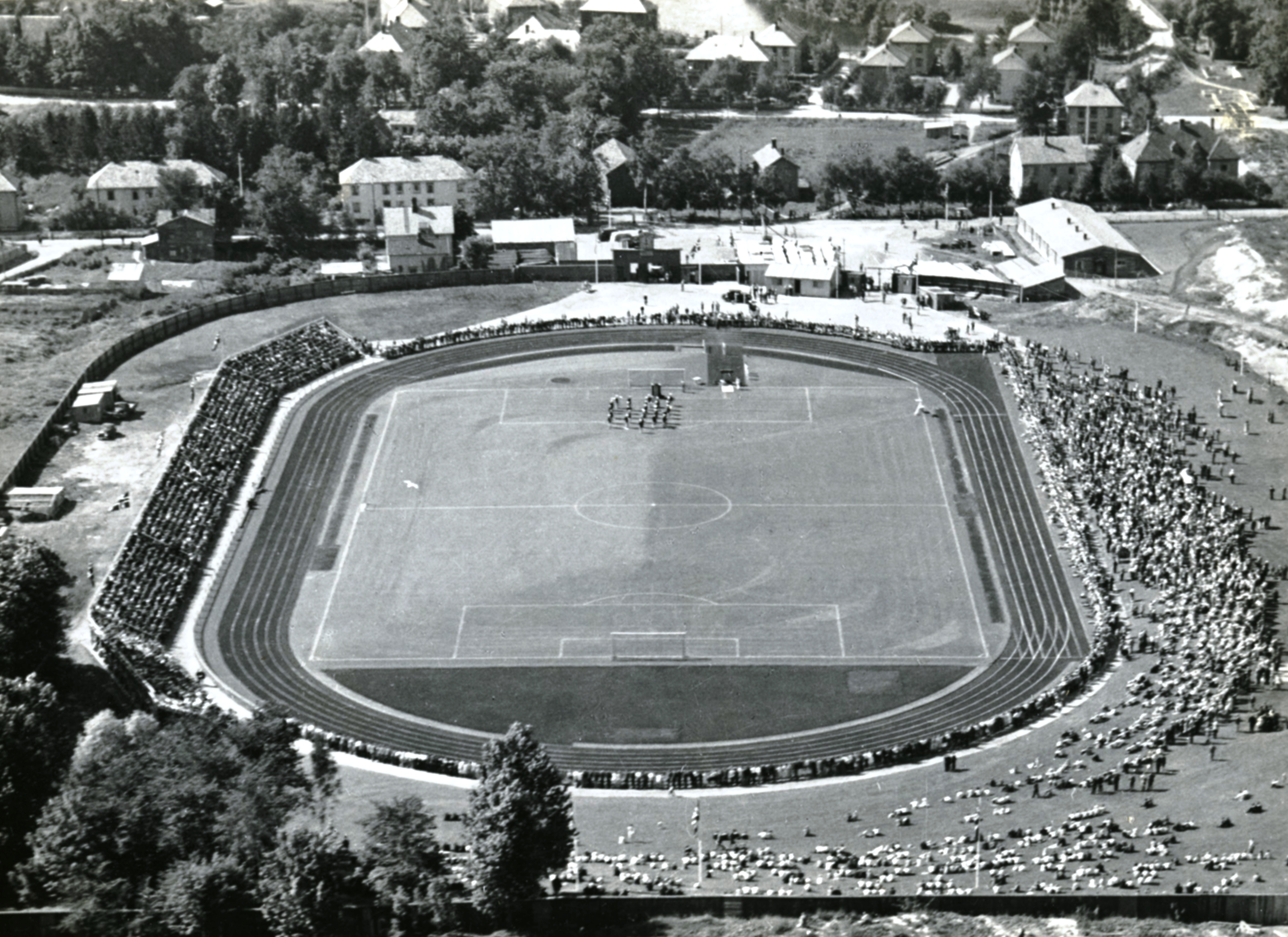
Inauguració de l'estadi el 10 d'agost del 1947.

La construcció del Lerkendal Stadion va començar com a obra pública durant la dècada del 1930, com a mesura per crear ocupació a la ciutat de Trondheim. Es va inaugurar el 10 d'agost de 1947, i va consistir en un camp principal de futbol de gespa, dos camps de grava, dues pistes d'handbol i dues pistes de tennis. El camp principal tenia una capacitat per a 37.000 espectadors en tribunes temporals, fet que el convertia en el segon estadi més gran de Noruega. Els laterals eren tribunes de fusta temporals, amb seients a l'estrada sud i grades de peu a la tribuna nord. Els fons consistien en terraplens de gespa en un angle de 30 per cent, cosa que permetia l'espai per a espectadors dempeus sense haver de construir grades. Els vestidors estaven situats prop d'unes casernes alemanys de la Segona Guerra Mundial.
La primera reconstrucció important del recinte es va dur a terme abans de la temporada 1962, quan les grades de fusta van ser enderrocades i reemplaçades amb grades de formigó a banda i banda del terreny de joc. A la zona sud es va construir un sostre en forma d'ona, originalment dissenyada de forma independent, el contractista, Reinertsen, no va confiar en els seus propis càlculs i va fer una decisió d'últim minut per instal·lar columnes de suport per compensar el pes del sostre. Les noves tribunes es van estrenar el 3 de maig de 1962. La il·luminació artificial mitjançant reflectors va ser instal·lada el 1968 per permetre partits de la UEFA, que se celebrarien a l'estadi. Posteriorment es va construir una pista d'atletisme permanent a Lerkendal. L'1 de desembre de 1988 l'estació de Lerkendal va obrir les portes al públic, la qual cosa va permetre millors condicions de transport per als aficionats. El 1994 es va instal·lar la primera la gespa artificial del model Desso GrassMaster aL terreny de joc del Lerkendal Stadion.

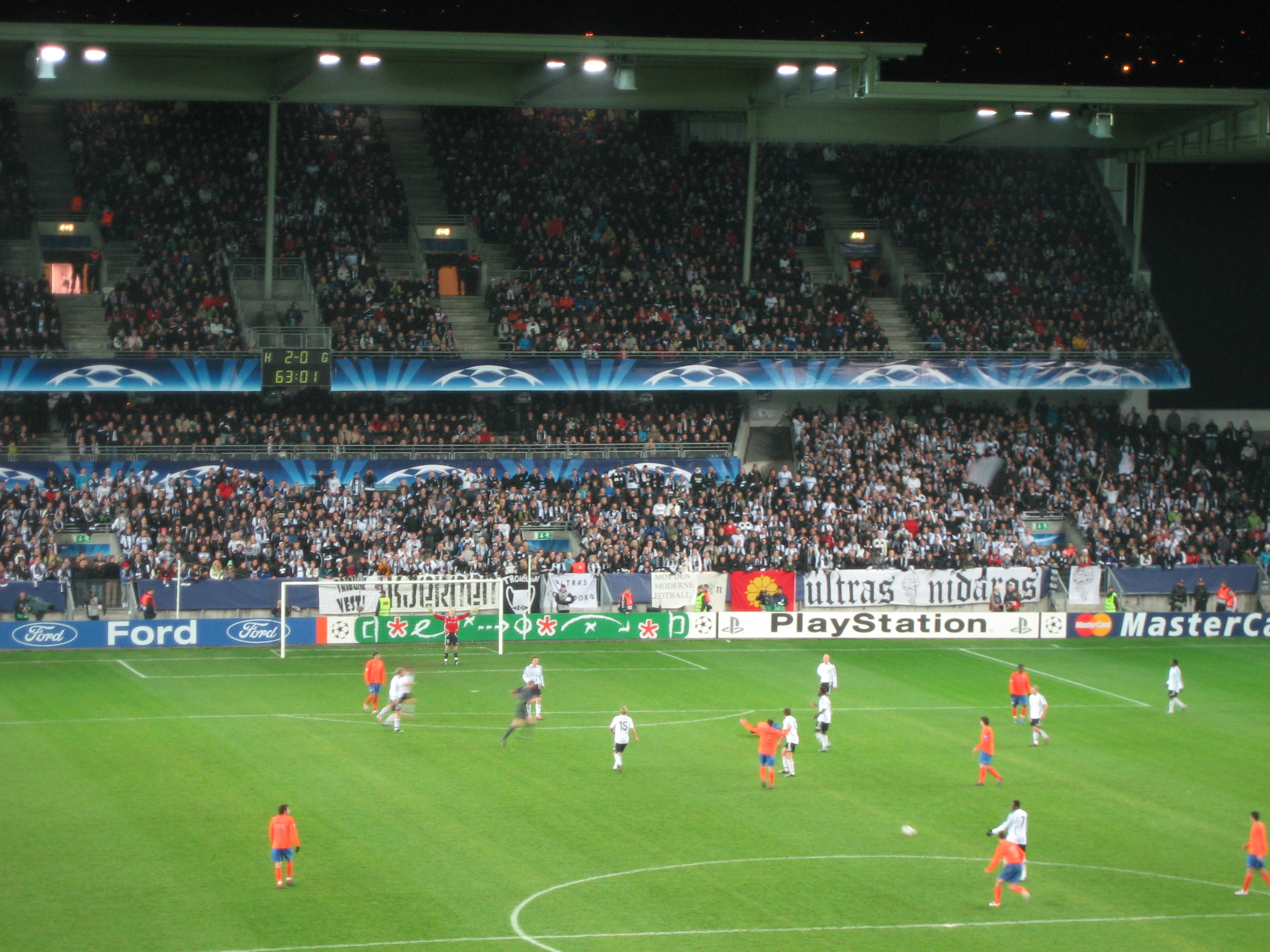
El Rosenborg (de blanc i negre) contra el València CF, en partit de la Lliga de la UEFA al Lerkendal Stadion (2007).

En el moment en què el Rosenborg es va classificar per a la Lliga de Campions de la UEFA 1995-96, la UEFA va ordenar reduir, per raons de seguretat, la capacitat del Lerkendal a 12.200 espectadors. A més, la prohibició total dels seients en peu es van introduir a partir del 1997. El 1995, va sorgir un debat entre el Rosenborg i l'Ajuntament de Trondheim pel que fa a la construcció d'una nova tribuna, que s'ubicaria al costat nord de l'estadi. El president del Rosenborg, Nils Skutle, va afirmar que si no es construís abans de la temporada 1997-98, el Rosenborg només estaria autoritzat a vendre 2.800 entrades per als seus partits com a local de la Lliga de Campions i es veurien obligats a jugar els seus partits a l'Ullevaal Stadion d'Oslo. La nova tribuna va costar 32 milions de dòlars i va obrir les portes a la temporada 1996. Les millores també van incloure un nou sistema reflector i un sistema d'anunci al públic.
No obstant això, el Rosenborg va començar a traçar plans per a una millora més exhaustiva de l'estadi, i en un primer moment va fixar el seu objectiu en la construcció d'una nova tribuna a l'extrem est. Al maig del 1998 Lerkendal Eiendom AS, propietat d'un 44% del Rosenborg, es va establir per construir tres noves tribunes, incloent-hi l'eliminació de la pista d'atletisme perquè sigui un estadi totalment dedicat al futbol. Una alternativa era construir un nou estadi a Ranheim. Després de l'anunci dels plans de Ranheim, l'alcaldessa Anne Kathrine Slungård va declarar que no volia vendre el Lerkendal, sinó aconseguir la propietat pública d'aquesta infraestructura cultural. L'abril del 1999, el cap de l'administració de l'Ajuntament de Trondheim, Knut Sæther, va recomanar que el municipi vengués Lerkendal el Rosenborg perquè després el club, juntament amb inversors privats, tingués la llibertat de construir les instal·lacions necessàries. En aquest moment, el municipi va estimar el valor del Lerkendal entre 50 i 100 milions de corones noruegues. El districte de futbol va declarar que estaven a favor de la conversió del Lerkendal i temien que si el Rosenborg abandonés el Lerkendal significaria alts costos per al municipi; un dels exemples va ser Granåsen, un petit centre d'esquí escassament aprofitat que utilitza la meitat del finançament municipal per a instal·lacions esportives.